# Генкиршан
Генкирша́н (фр. Guinkirchen) — коммуна во французском департаменте Мозель региона Лотарингия. Относится к кантону Буле-Мозель.

## География
Генкиршан расположен в восточном Мозеле в 23 км к северо-востоку от Меца. Соседние коммуны: Эбланж на северо-востоке, Рупельданж на востоке, Булеи-Мозель на юго-востоке, Энканж на юге, Шарлевиль-су-Буа, Меганж и Бюртонкур.

## История
- Бывший феод епископата, который на протяжении своей истории попеременно принадлежал нескольким сеньорам: графам де Булеи, сэрам де Вариз, Бретон-де-ла-Туш и, наконец, маркизу де Кюстин.

## Демография
По переписи 2008 года в коммуне проживал 191 человек.

## Достопримечательности
- Развалины мельницы Фласгартан.
- Колокольня в романском стиле XII века бывшей церкви Сен-Морис, церковь перестроена в 1779 году.
- Часовня 1850 года.

## Известные уроженцы
- Киффер, Жан-Жак (1857—1925) — учёный, натуралист и энтомолог.